# ثمرة منجرفة
الثمرة المنجرفة (بالإنجليزية: Drift seed)‏ هي ثمرة نباتية تكيفت للانتقال لمسافات طويلة عن طريق الماء لنشر بذورها في مكان بعيد. الثمار المنجرفة هي من أهم وسائل انتشار البذور لدى الأشجار الاستوائية ونباتات البيئات المائية. يمكن العثور عليها على الشواطئ البعيدة بعد أن جرفتها المياه لمسافة آلاف الأميال عن طريق تيارات المحيطات. هي من الظواهر التي تهم العلماء حيث يمكن دراسة التيارات واتجاهاتها من خلال الثمار المنجرفة معها.

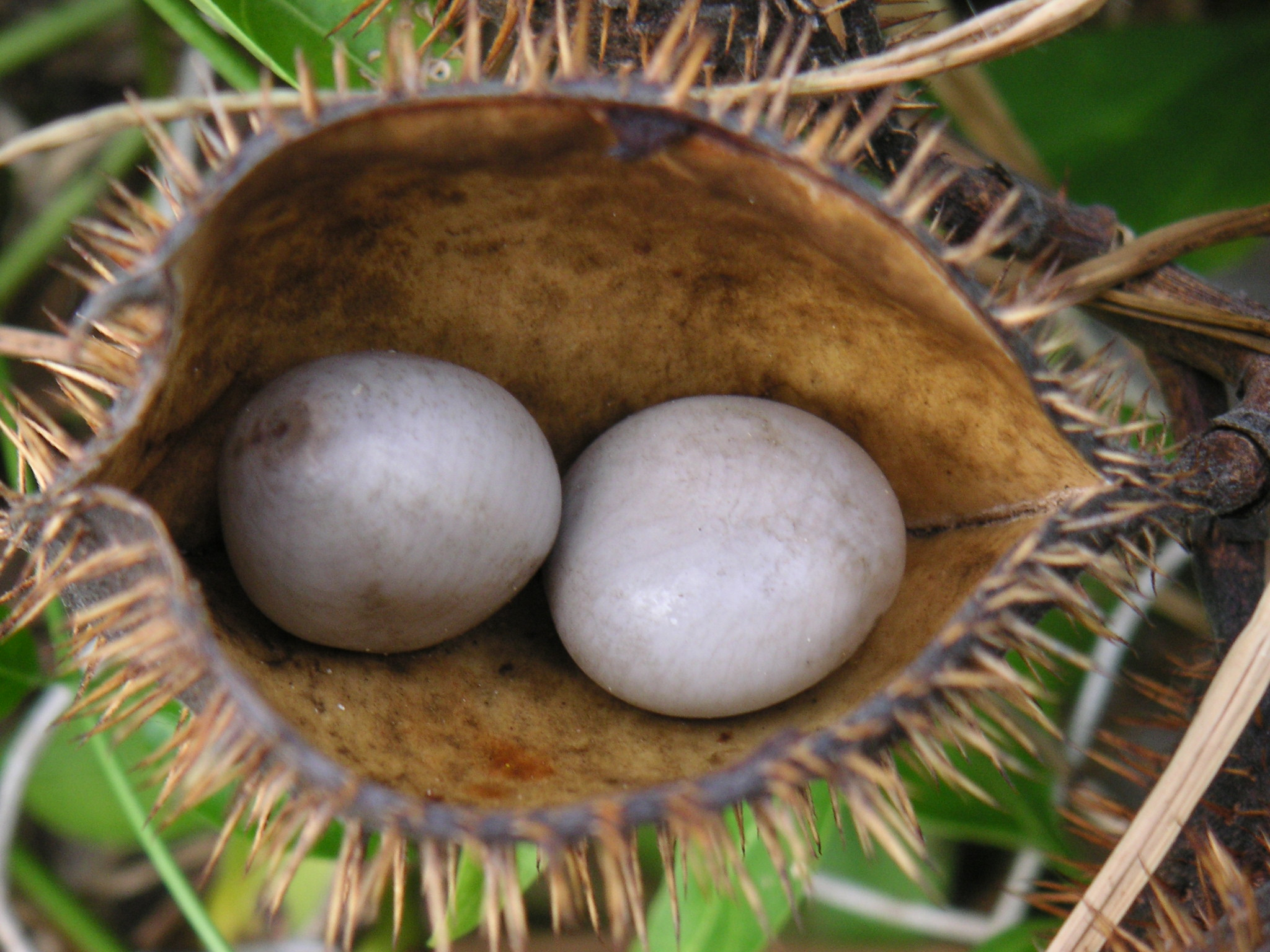
مثال على الثمار المنجرفة